# Boorowa River
Der Boorowa River ist ein Fluss im australischen Bundesstaat New South Wales. 
Er entspringt bei Avondale, nördlich von Yass, und fließt nach Norden. Kurz vor Boorowa wendet er seinen Lauf nach Osten, durchfließt die Stadt und biegt wieder nach Norden ab. Südwestlich von Cowra mündet er in den Lachlan River.